# Vrutice
Vrutice település Csehországban, a Litoměřicei járásban. Vrutice Vrbice, Polepy és Hoštka településekkel határos. Lakosainak száma 318 fő (2024. január 1.).

## Népesség
A település lakosságának változását az alábbi diagram mutatja:
| Lakosok száma | 525  | 618  | 577  | 372  | 332  | 252  | 311  | 315  | 315  | 318  |
|               | 1869 | 1890 | 1921 | 1950 | 1980 | 2001 | 2017 | 2019 | 2022 | 2024 |